# Casiano de Prado

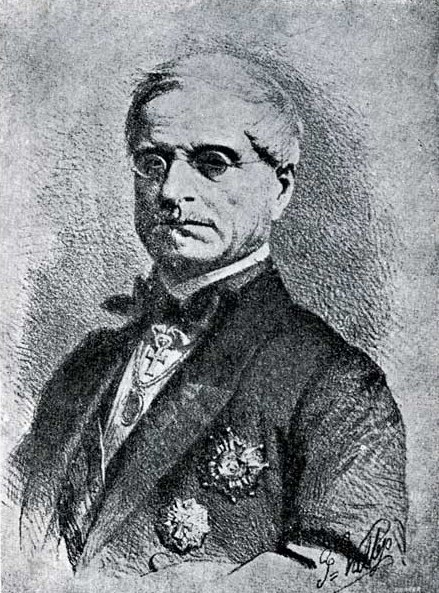
Casiano de Prado

Casiano de Prado (* 13. August 1797 in Santiago de Compostela; † 4. Juli 1866 in Madrid) war ein spanischer Minen-Ingenieur und Geologe. 
Nach ihm ist der Berg Torre Casiano de Prado in den Macizo de los Urrieles (Picos de Europa) benannt. 